# Waldir Azevedo
Waldir Azevedo (Río de Janeiro, 27 de enero de 1923 - Brasilia, 21 de septiembre de 1980) fue un popular artista del choro y virtuoso del cavaquinho.

## Biografía
En 1947 compone Brasileirinho, un gran éxito de la historia del género, grabado por Carmen Miranda y, más tarde, por músicos de todo el mundo. Otros de sus éxitos fueron Delicado, un baión, Chorando pra Pixinguinha, Ave María, Delicado, Chao d'estrelas y De Papo pro Ar. Intervino en la película Como yo no hay dos de Argentina y dirigida por Kurt Land en 1952.
- Datos: Q1929085
- Multimedia: Waldir Azevedo / Q1929085